# Nivezé
Nivezé  est un village ardennais des communes belges de Jalhay et Spa situées en Région wallonne dans la province de Liège (Belgique). Avant la fusion des communes de 1977, Nivezé faisait partie des communes de Sart-lez-Spa et Spa.

## Description
Nivezé se situe sur le versant sud du lac de Warfaaz. Le minuscule ruisseau de Soyeuru (ou Soyeureux), qui traverse le village du Sud vers le Nord avant de se jeter dans la rivière Wayai quelques dizaines de mètres en aval du lac de Warfaaz, fait office de limite communale. À l'est de ce petit cours d'eau, le village fait partie de la commune de Jalhay. Il est composé des quartiers de  Nivezé-Bas (situé sur la rive sud du lac) et Haut-Nivezé. À l'ouest, Nivezé, bien connu par son centre de convalescence et de revalidation et par le centre sportif de La Fraineuse se trouve sous administration spadoise.
Nivezé, jadis rural et agricole, comptait quelques dizaines de fermettes bâties en moellons de grès. Aujourd'hui, la localité s'est muée en quartier résidentiel prolongeant vers le Nord-Est l'agglomération spadoise.

## Patrimoine
- On y dénombre trois sources d'eau minérale: les sources du Tonnelet, Wellington et Marie-Henriette.
- La chapelle Sainte-Thérèse de style néo-gothique été inaugurée le 10 octobre 1935. Une fresque en couleur, illustrant sainte Thérèse de Lisieux et réalisée par le sculpteur spadois Léon Decerf se trouve sur le tympan du portail[2].

## Activités
L'école communale de Nivezé se trouve sur le territoire de Spa.